# Koničasti pajek
Koničasti pajek (znanstveno ime Cyclosa conica) je vrsta pajkov križevcev, ki je razširjena tudi v Sloveniji.

## Opis
Dolžina telesa pri samicah znaša med 5,3 in 7,5 mm, samci pa so manjši in merijo med 3,6 in 4 mm. Mreža ima običajno od sredine navzdol značilno dodatno svileno strukturo (stabiliment), v katerega pajek shranjuje ostanke plena in druge smeti, ki jih nato uporablja za skrivališče.

## Podvrste
- Cyclosa conica albifoliata Strand, 1907 (Francija)
- Cyclosa conica defoliata Strand, 1907 (centralna Evropa)
- Cyclosa conica dimidiata Simon, 1929 (Francija)
- Cyclosa conica leucomelas Strand, 1907 (centralna Evropa)
- Cyclosa conica pyrenaica Strand, 1907 (Francija)
- Cyclosa conica zamezai Franganillo, 1909 (Portugalska)